# Lathyrus tournefortii
Lathyrus tournefortii là một loài thực vật có hoa trong họ Đậu. Loài này được (Lapeyr.) A.W. Hill miêu tả khoa học đầu tiên năm 1926.